# Torres de Alcanadre
Torres de Alcanadre è un comune spagnolo di 127 abitanti situato nella comunità autonoma dell'Aragona.

Fa parte della comarca del Somontano de Barbastro.